# 格羅弗鎮區 (伊利諾伊州韋恩縣)
格羅弗鎮區（英語：Grover Township）是位於美國伊利諾伊州韋恩縣的一個行政鎮區。

## 地方資料
根據2010年美國人口普查的數據，格羅弗鎮區的面積為50.90平方千米，當中陸地面積為50.90平方千米，而水域面積為0.00平方千米。當地共有人口3663人，而人口密度為每平方千米71.96人。